# كهف الفصح

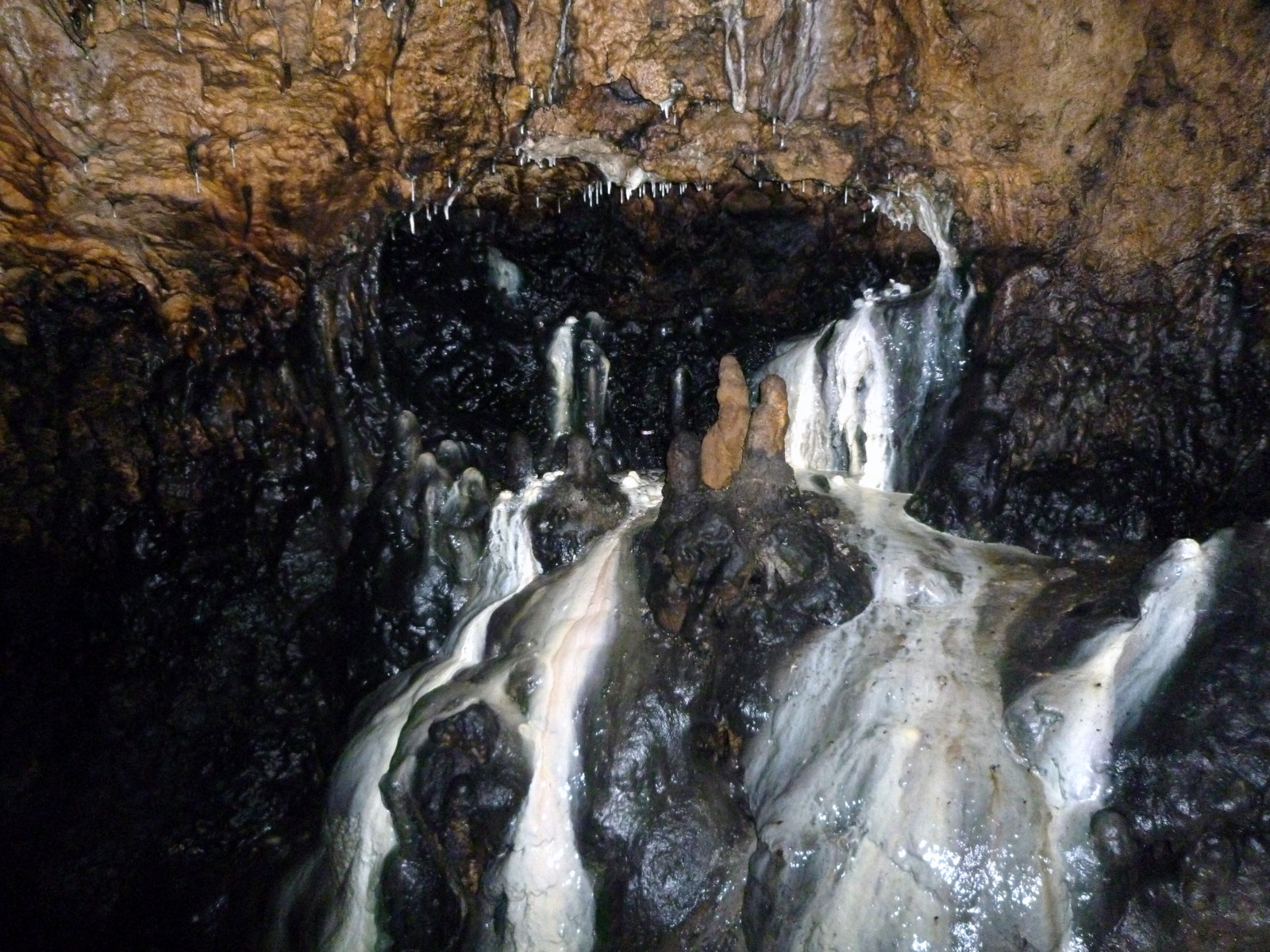
كهف الفصح.

كهف الفصح (بالألمانية: Osterhöhle)‏ هو كهف صغير بجوار قرية تروندورف بمحافظة نيوكرجن بي زوزباخ روزنبرج بألمانيا. طول الكهف يبلغ 185 متراً وبالإمكان زيارته في شهور الصيف. وقد ذكر الكهف لأول مرة في وثائق تاريخية تعود لحوالي عام 1630م. المدخل الحالي أُنشئ صناعيّاً عام 1905م لغرض فتح الكهف كمعرض للزوار. كهف الفصح من أواخر الكهوف في ألمانيا التي أُنيرت بالمصابيح الكربيدية. وُجدت تراكيز عالية نسبياً للمنغنيز في جدران الكهف. الاسم الألماني للكهف Osterhöhle غير واضح أصله اللغوي تماماً، ولكن يُرجح أنه أتى من الموقع الذي يتواجد به الكهف Osterberg، وهو تل صغير مرتبط اسمه مع الألهة الألمانية أوستارا.

## وصلات خارجية
- كهف الفصح.
- وصف للكهف مع عدة صور له.